# Throscinus simplex
Throscinus simplex är en skalbaggsart som beskrevs av Wooldridge 1981. Throscinus simplex ingår i släktet Throscinus och familjen lerstrandbaggar. Inga underarter finns listade i Catalogue of Life.